# Helene Schmidt
Helene Hermine „Leni” Schmidt (ur. 28 grudnia 1906 w Bremie, zm. 11 listopada 1985 tamże) – niemiecka lekkoatletka specjalizująca się w krótkich biegach sprinterskich, uczestniczka letnich igrzysk olimpijskich w Amsterdamie (1928), brązowa medalistka olimpijska w biegu sztafetowym 4 × 100 metrów.

## Sukcesy sportowe
- brązowa medalistka mistrzostw Niemiec w biegu na 200 metrów – 1929[1]

| Rok  | Miasto    | Zawody               | Konkurencja        | Wynik         |
| ---- | --------- | -------------------- | ------------------ | ------------- |
| 1928 | Amsterdam | Igrzyska olimpijskie | sztafeta 4 × 100 m | brązowy medal |

## Rekordy życiowe
- bieg na 100 metrów – 12,2 – Norymberga 27/07/1934[2]
- bieg na 200 metrów – 25,8 – Hamburg 09/09/1928